# Roompot Oranje Peloton/Saison 2016
Diese Liste beschreibt die Mannschaft und die Erfolge des Radsportteams Roompot Oranje Peloton in der Saison 2016.

## Saison 2016

### Erfolge in der UCI WorldTour
In den Rennen der Saison 2016 der UCI WorldTour gelangen die nachstehenden Erfolge.
| Datum    | Rennen                   | Sieger         |
| -------- | ------------------------ | -------------- |
| 16. Juni | 6. Etappe Tour de Suisse | Pieter Weening |

### Erfolge in der UCI Europe Tour
In den Rennen der Saison 2016 der UCI Europe Tour gelangen die nachstehenden Erfolge.
| Datum       | Rennen                            | Kat. | Sieger             |
| ----------- | --------------------------------- | ---- | ------------------ |
| 12. März    | Ronde van Drenthe                 | 1.1  | Jesper Asselman    |
| 19. Mai     | 2. Etappe Tour of Norway          | 2.HC | Pieter Weening     |
| 18.–22. Mai | Gesamtwertung Tour of Norway      | 2.HC | Pieter Weening     |
| 1.–5. Juni  | Gesamtwertung Luxemburg-Rundfahrt | 2.HC | Maurits Lammertink |
| 16. Juni    | 2. Etappe Ster ZLM Toer           | 2.1  | Wesley Kreder      |

### Zugänge – Abgänge
| Zugänge            | Team 2015                 | Abgänge           | Team 2016           |
| ------------------ | ------------------------- | ----------------- | ------------------- |
| Kai Reus           | Vérandas Willems          | Dylan Groenewegen | Team Lotto NL-Jumbo |
| Pieter Weening     | Orica GreenEdge           | Mike Terpstra     |                     |
| Barry Markus       | Team Lotto NL-Jumbo       |                   |                     |
| Antwan Tolhoek     | Rabobank Development Team |                   |                     |
| Nick van der Lijke | Team Lotto NL-Jumbo       |                   |                     |

### Mannschaft
| Teamkader 2016                            | Teamkader 2016     | Teamkader 2016 | Teamkader 2016                      |
| Name                                      | Geburtsdatum       | Land           | Vorheriges Team                     |
| ----------------------------------------- | ------------------ | -------------- | ----------------------------------- |
| Jesper Asselman                           | 12. März 1990      | Niederlande    | Metec-TKH Continental (2014)        |
| Marc de Maar                              | 15. Februar 1984   | Niederlande    | UnitedHealthcare (2014)             |
| Berden de Vries                           | 10. März 1989      | Niederlande    | Jo Piels (2014)                     |
| Huub Duyn                                 | 1. September 1984  | Niederlande    | De Rijke (2014)                     |
| Reinier Honig                             | 28. Oktober 1983   | Niederlande    | Team Vorarlberg (2014)              |
| Johnny Hoogerland                         | 13. Mai 1983       | Niederlande    | Androni Giocattoli-Venezuela (2014) |
| Tim Kerkhof                               | 13. November 1993  | Niederlande    | Etixx (2014)                        |
| Michel Kreder                             | 15. August 1987    | Niederlande    | Wanty-Groupe Gobert (2014)          |
| Raymond Kreder                            | 26. November 1989  | Niederlande    | Garmin-Sharp (2014)                 |
| Wesley Kreder                             | 4. November 1990   | Niederlande    | Wanty-Groupe Gobert (2014)          |
| Maurits Lammertink                        | 31. August 1990    | Niederlande    | Jo Piels (2014)                     |
| André Looij                               | 25. Mai 1995       | Niederlande    | Rabobank Development (2014)         |
| Barry Markus                              | 17. Juli 1991      | Niederlande    | LottoNL-Jumbo (2015)                |
| Kai Reus (17. Mär.–31. Dez.)              | 11. März 1985      | Niederlande    | Verandas Willems (2016)             |
| Ivar Slik                                 | 27. Mai 1993       | Niederlande    | Rabobank Development (2014)         |
| Antwan Tolhoek                            | 29. April 1994     | Niederlande    | Rabobank Development (2015)         |
| Nick van der Lijke                        | 23. September 1991 | Niederlande    | LottoNL-Jumbo (2015)                |
| Etienne van Empel                         | 14. April 1994     | Niederlande    | Rabobank Development (2014)         |
| Sjoerd van Ginneken                       | 6. November 1992   | Niederlande    | Metec-TKH Continental (2014)        |
| Brian van Goethem                         | 16. April 1991     | Niederlande    | Metec-TKH Continental (2014)        |
| Pieter Weening                            | 5. April 1981      | Niederlande    | Orica-GreenEDGE (2015)              |
|                                           |                    |                |                                     |
| Quellen: ProCyclingStats Cycling Archives |                    |                |                                     |